# Бун (округ, Западная Виргиния)
Бун (англ. Boone County) — один из 55 округов штата Западная Виргиния в США.

## Описание
Округ расположен в центральной части штата. Назван в честь известного первопроходца Даниэля Буна. Столица — Мадисон. Открытых водных пространств практически нет (0,04% от общей площади округа в 1303 км²). В округе развита лесозаготавливающая промышленность, добывают природный газ, выращивают табак и землянику. Также в округе имеется множество угольных шахт, но их деятельность была приостановлена губернатором штата Джо Мэнчином после ряда трагических инцидентов январе-феврале 2006 года.

## История
Округ был образован 11 марта 1847 года в результате реорганизации соседних округов штата.

## Транспорт
Через округ проходят следующие крупные автодороги:
- федеральная трасса U.S. Route 119
- трасса West Virginia Route 3
- трасса West Virginia Route 17
- трасса West Virginia Route 85
- трасса West Virginia Route 94
- трасса West Virginia Route 99

## Демография
| 1850 год — 3237 жителей 1860 — 4840 (+49,5%) 1870 — 4553 (-5,9%) 1880 — 5824 (+27,9%) 1890 — 6885 (+18,2%) 1900 — 8194 (+19,0%) | 1910 — 10 331 (+26,1%) 1920 — 15 319 (+48,3%) 1930 — 24 586 (+60,5%) 1940 — 28 556 (+16,1%) 1950 — 33 173 (+16,2%) 1960 — 28 764 (-13,3%) | 1970 — 25 118 (-12,7%) 1980 — 30 447 (+21,2%) 1990 — 25 870 (-15,0%) 2000 — 25 535 (-1,3%) 2010 — 24 627 (-3,5%) 2011 — 24 444 (оценка) |

Расовый состав
- Белые — 98,5%
- Афроамериканцы — 0,7%
- Азиаты — 0,1%
- Коренные американцы — 0,1%
- Гавайцы или уроженцы Океании — 0,0%
- Две и более расы — 0,5%
- Прочие — 0,1%
- Латиноамериканцы (любой расы) — 0,5%

По данным переписи населения 2000 года в округе проживает 25 535 жителей в составе 10 291 домашних хозяйств и 7 460 семей. Плотность населения составляет 20 человек на км². На территории округа насчитывается 11 575 жилых строений, при плотности застройки 9 строений на км².
В составе 31,10 % из общего числа домашних хозяйств проживают дети в возрасте до 18 лет, 57,50 % домашних хозяйств представляют собой супружеские пары проживающие вместе, 10,50 % домашних хозяйств представляют собой одиноких женщин без супруга, 27,50 % домашних хозяйств не имеют отношения к семьям, 24,60 % домашних хозяйств состоят из одного человека, 11,00 % домашних хозяйств состоят из престарелых (65 лет и старше), проживающих в одиночестве. Средний размер домашнего хозяйства составляет 2,47 человека, и средний размер семьи 2,92 человека.
Возрастной состав округа: 23,20 % моложе 18 лет, 9,00 % от 18 до 24, 28,00 % от 25 до 44, 26,30 % от 45 до 64 и 13,60 % от 65 и старше. Средний возраст жителя округа 39 лет. На каждые 100 женщин приходится 95,50 мужчин. На каждые 100 женщин старше 18 лет приходится 92,50 мужчин.
Средний доход на домохозяйство в округе составлял 25 669 USD, на семью — 31 999 USD. Среднестатистический заработок мужчины был 34 931 USD против 19 607 USD для женщины. Доход на душу населения составлял 14 453 USD. Около 18,30 % семей и 22,00 % общего населения находились ниже черты бедности, в том числе — 27,90 % молодежи (тех кому ещё не исполнилось 18 лет) и 13,90 % тех кому было уже больше 65 лет.

## Достопримечательности
- Заповедник Fork Creek Wildlife Management Area
- Музыкант Хассл Эдкинс (англ. Hasil Adkins) родился в округе Бун (точное место и дата рождения неизвестны).
- В 2009 году вышел документальный фильм «Дикие и удивительные Уайты из Западной Виргинии» (англ. The Wild and Wonderful Whites of West Virginia), рассказывающий о жизни семьи танцора Джеско Уайта (англ. Jesco White). Лента полностью снята в округе Бун, на малой родине Уайта.